# Sphragifera obsolescens
Sphragifera obsolescens là một loài bướm đêm trong họ Noctuidae.